# اسکات گریمز
اسکات ریچارد گریمز (به انگلیسی: Scott Richard Grimes) (زاده ۹ ژوئیه ۱۹۷۱) بازیگر، صداگذاری، خواننده و شاعر آمریکایی است. وی نقش‌هایی در سریال بخش فوریت‌های پزشکی و مینی سریال دیدنی جوخه برادران در نقش ماندگار دونالد مالارکی،صداگذاری شخصیت استیو اسمیت، پسر خانواده را در مجموعه انیمیشنی بابای آمریکایی! اجرا کرده است.
او همچنین در فیلم معما، آلاسکا، رابین هود بازی کرده است.

## پیوند
- اسکات گریمز در بانک اطلاعات اینترنتی فیلم‌ها